# Méaudret
Der Méaudret ist ein kleiner Fluss im Südosten von Frankreich, der im Département Isère der Region Auvergne-Rhône-Alpes südwestlich der Stadt Grenoble verläuft.

## Geografie

### Verlauf
Der Méaudret entspringt unter dem Namen Ruisseau de Bellecombe im Vercors-Gebirge, im östlichen Gemeindegebiet von Autrans-Méaudre en Vercors. Er entwässert mit einem anfänglichen Bogen über Nordwest generell Richtung Südsüdwest durch den Regionalen Naturpark Vercors und mündet nach insgesamt rund 16 Kilometern im Gemeindegebiet von Villard-de-Lans als rechter Nebenfluss in die Bourne. In seinem Unterlauf bildet der Méaudret die sehenswerte Schlucht Gorges de Méaudret.

### Orte am Fluss
(Reihenfolge in Fließrichtung)
- Le Truc, Gemeinde Autrans-Méaudre en Vercors
- Autrans, Gemeinde Autrans-Méaudre en Vercors
- Méaudre, Gemeinde Autrans-Méaudre en Vercors
- Bas Méaudret, Gemeinde Villard-de-Lans